# Claude François Beaulieu
Claude François Beaulieu, född 1754 i Riom, död den 23 september 1827 i Louveciennes, var en fransk publicist och historiker.
Beaulieu kom 1782 till Paris, där han sysslade med politisk ekonomi, och blev vid revolutionens utbrott journalist. Hans i moderat-monarkisk anda redigerade Nouvelles de Versailles, fortsatt under titeln Assemblée nationale, bragte honom i beröring med de ledande moderata i nationalförsamlingen, och han var en bland stiftarna av feuillantklubben (1791). Mot den överhandtagande tygellösheten uppträdde han skarpt i sin Postillon de la guerre och blev därför fängslad samtidigt med girondisterna (1793). Efter Maximilien de Robespierres död blev han frigiven, men bekämpade alltjämt de styrande och blev 1797 dömd till deportation, men lyckades rädda sig. Sedermera anställd vid prefekturen i departementet Oise, utgav han flera historiska arbeten, av vilka Essays historiques sur les causes et les effets de la révolution française (6 band, 1801–1803) är en viktig källa för studiet av revolutionshistorien.